# Bitoma neglecta
Bitoma neglecta är en skalbaggsart som beskrevs av Christian Friedrich Stephan 1989. Bitoma neglecta ingår i släktet Bitoma och familjen barkbaggar. Inga underarter finns listade i Catalogue of Life.